# Карапетьянц, Михаил Христофорович
Михаи́л Христофо́рович Карапетья́нц (1914—1977) — советский химик и педагог, доктор химических наук, профессор МХТИ имени Д. И. Менделеева, автор двух десятков учебников, монографий и более четырёхсот научных статей. Заслуженный деятель науки и техники РСФСР.

## Биография
Михаил Христофорович Карапетьянц родился 14 (27 марта) 1914 года в Москве.
В 1938 году окончил МХТИ имени Д. И. Менделеева.
Позднее стал преподавателем в альма-матер, а в 1957 году — там же профессором.
Главные труды Карапетьянца М. Х. касались исследований в области химической термодинамики.
В 1953—1965 годах Михаил Христофорович Карапетьянц совместно с В. А. Киреевым развивал общую теорию методов сравнительного расчета физико-химических свойств.
В 1960—1970 годах, на основе периодического закона Д. И. Менделеева, Карапетьянц М. Х. изучал свойства различных индивидуальных веществ и химических растворов, после чего представил их как систему.
Карапетьянц — автор сотен исследований по геохимии, космохимии, органической химии, химии силикатов и т. п. Помимо этого, М. Х. Карапетьянц является автором десятков учебников, пособий и справочников по химии.
Михаил Христофорович Карапетьянц скончался 23 мая 1977 года в Москве.

## Награды и премии
- заслуженный деятель науки и техники РСФСР
- Сталинская премия третьей степени (1952) — за научные пособия «Химическая термодинамика» (1949), «Примеры и задачи по химической термодинамике» (1950)

## Семья
Сын — Артемий Михайлович Карапетьянц, российский филолог-китаист, лингвист, текстолог, доктор филологических наук.

## Избранная библиография
- «Химическая термодинамика»
- «Введение в теорию химических процессов»
- «Общая и неорганическая химия»
- «Химическая термодинамика в СССР»
- «Примеры и задачи по химической термодинамике»
- «Строение вещества»